# Pic de Garlitz
Le pic de Garlitz, situé administrativement dans le département français des Hautes-Pyrénées, est un sommet des Pyrénées qui culmine à 2 798 mètres d'altitude.

## Géographie

### Topographie
Le pic de Garlitz se trouve dans le sud du massif du Néouvielle, entre le vallon de Saux à l'ouest, et la vallée du Moudang à l'est, situé à moins de trois kilomètres de la frontière avec l'Espagne.

### Géologie
À l'ouest, les glaciers ont creusé un cirque, dans lequel est niché le lac naturel d'altitude de Catchet.

### Climat
Le pic est couvert d'un manteau de neige durant pratiquement dix mois de l'année.

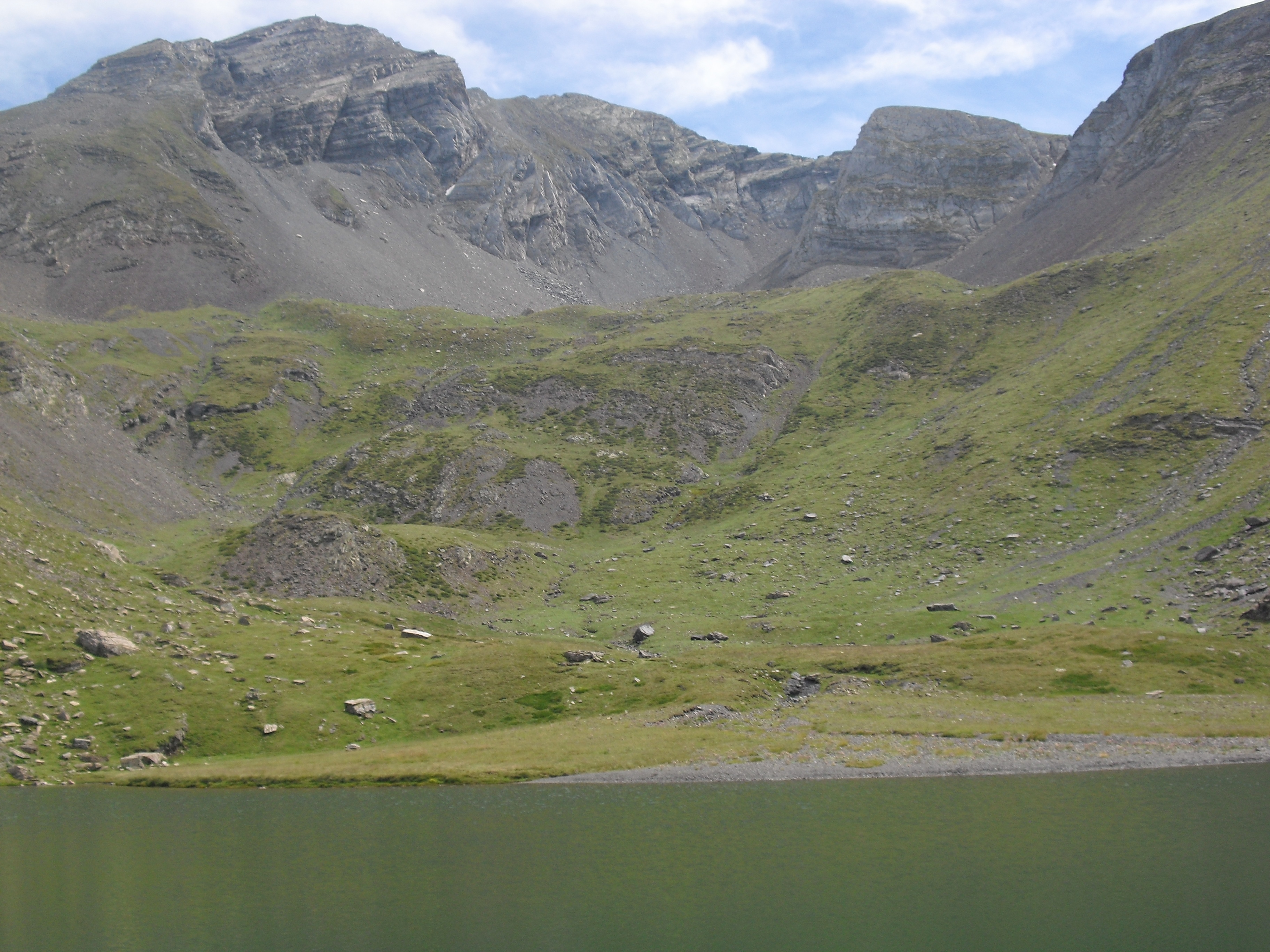
Pic de Garlitz depuis le lac de Catchet.
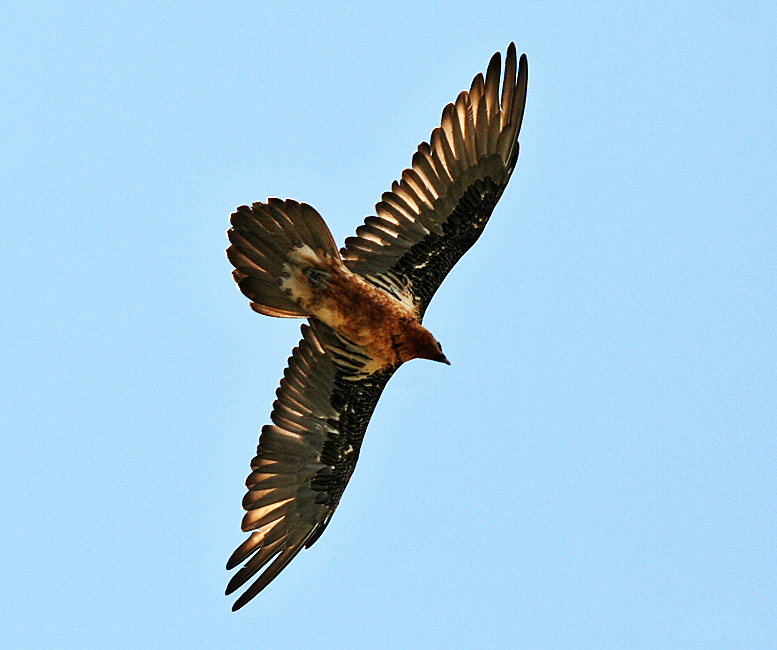
Gypaète barbu, Gypaetus barbatus, rapace des alentours du pic de Garlitz.
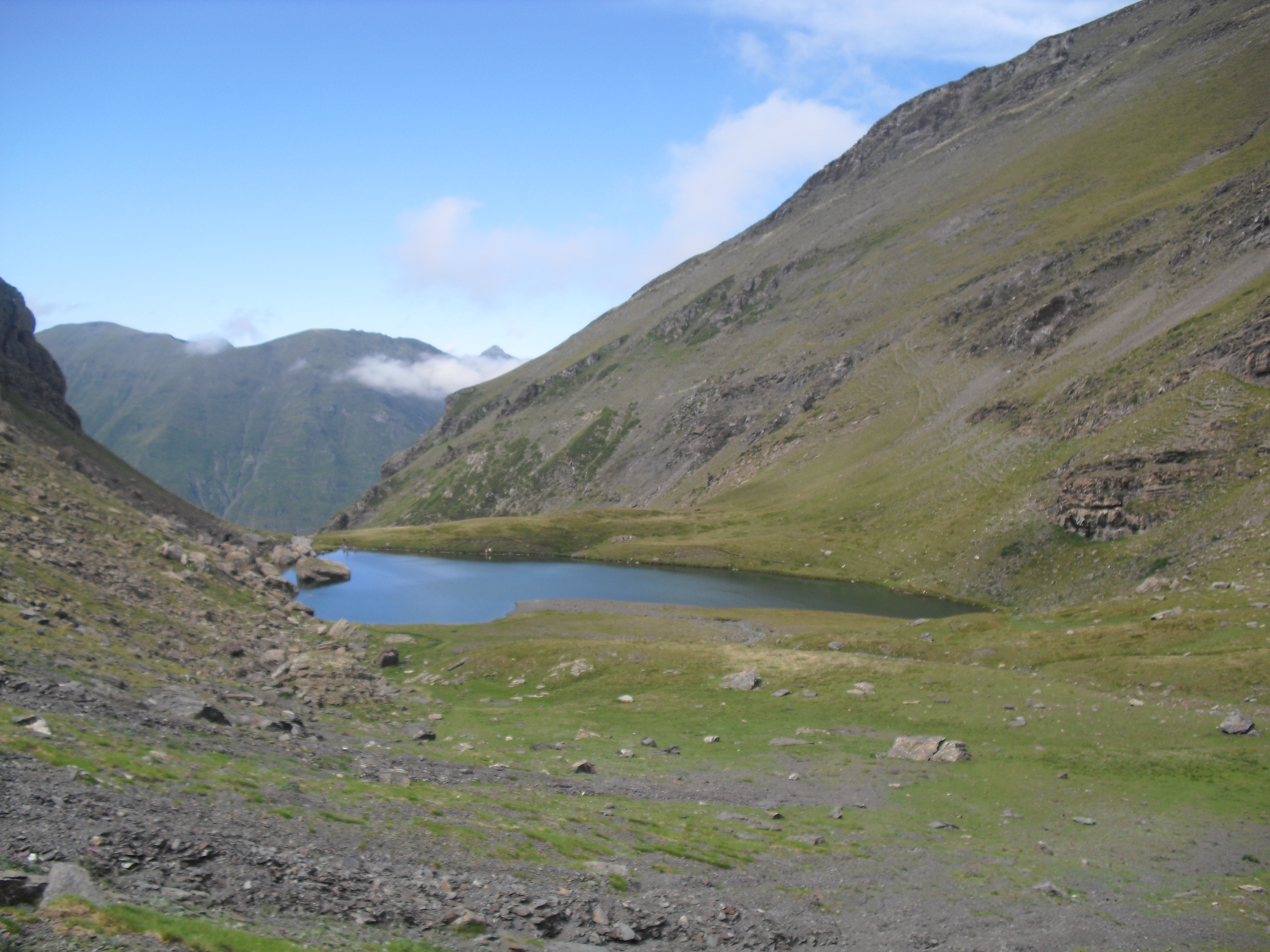
Lac de Catchet dans le cirque du pic de Garlitz.

## Voies d'accès
Un sentier de randonnée conduit au pic de Garlitz depuis le lac de Catchet.